# مودوس (كونيتيكت)
مودوس (بالإنجليزية: Moodus, Connecticut)‏ هي أماكن مخصصة للتعداد تقع في الولايات المتحدة في Middlesex County. يقدر عدد سكانها بـ 1,413 نسمة وترتفع عن سطح البحر 70.1 متر.